# Вулиця Медобірна (Тернопіль)
Вулиця Медобірна — одна з вулиць у мікрорайоні «Пронятин» міста Тернополя.

## Відомості
Вулиця була приєднана до Тернополя як частина тодішнього села Пронятин у 1985 році. Розпочинається від вулиці Мирної, пролягає на південний схід та сполучається з вулицею Зарічною. На вулиці розташовані приватні будинки.